# أندرسون غارسيا
أندرسون غارسيا (بالإنجليزية: Anderson García)‏ هو لاعب كرة قاعدة دومينيكاوي، ولد في 23 مارس 1981 في سانتو دومينغو في جمهورية الدومينيكان.

## وصلات خارجية
- أندرسون غارسيا على موقع دوري كرة القاعدة الرئيسي (الإنجليزية)
- أندرسون غارسيا على موقعبيزبول رفرنس.كوم (الدوري الرئيسي) (الإنجليزية)
- أندرسون غارسيا على موقعبيزبول رفرنس.كوم (الدوري الثانوي) (الإنجليزية)
- أندرسون غارسيا على موقع إي إس بي إن.كوم (أم.أل.بي) (الإنجليزية)
- أندرسون غارسيا على موقع مشجعي الرسوم البيانية (الإنجليزية)